# ارين برادلي
ارين برادلي (بالإنجليزية: Warren Bradley)‏ (20 يونيو 1933 بإنجلترا في المملكة المتحدة - 6 يونيو 2007 بمانشستر في المملكة المتحدة) هو لاعب كرة قدم بريطاني في مركز الهجوم. شارك مع منتخب إنجلترا لكرة القدم. أما مع النوادي، فقد لعب مع بولتون واندررز وماكليسفيلد تاون ومانشستر يونايتد ونادي بانغور سيتي ونادي بوري ومنتخب إنجلترا الوطني لكرة القدم للهواة ‏ ونورثويتش فيكتوريا ودورهام سيتي ‏ وبيشوب أوكلاند ‏.

## وصلات خارجية
- ارين برادلي على موقع قاعدة بيانات كرة القدم.إي يو (الإنجليزية)
- ارين برادلي على موقع ناشيونال فوتبول تيمز (الإنجليزية)